# Дамян Талев
Дамян Талев е български католически духовник, администратор на Никополската епархия в продължение на 11 години, участник в третата сесия на Втория Ватикански събор.

## Биография
Дамян Талев Антонов е роден на 21 декември в 1911 г. в село Ореш, Свищовско. На 10 септември 1925 г. постъпва в Духовната семинария в град Свищов, откъдето след 4 години е изпратен на обучение в Холандия в Семинария на отците-пасионисти. От 9 септември 1935 г.  е послушник, а следващата година полага първите обети в град Мария Хоп. След това до 1942 г. следва философия и теология в Мария Хоп и Моок. Ръкоположен е за свещеник на 25 юли 1941 г., но се завръща в България чак след края на Втората световна война.
От 1946 до 1947 г. отец Дамян е помощник енорист на катедралата „Свети Павел от Кръста“ в Русе. От 1947 до 1949 г. служи в енорията „Рождество на Блажена Дева Мария“ в Белене. След това е енорист отново в катедралния храм в Русе и същевременно преподава и в семинарията на пасионистите в града.
През месец януари 1952 г. е назначен за енорийски свещеник в енорията „Свети Петър и Павел“ в село Драгомирово, където служи до 1993 г. След 1964 г. в продължение на 11 години той също изпълнява и функциите на Апостолически администратор на епархията. След 1980 г. обслужва и другия храм „Пресвето сърце Исусово“ в селото. Поради заболяване през 1993 г. отец Дамян е изпратен в манастира на сестрите-бенедиктинки в село Царев брод, Шуменско. Там свещеникът служи като капелан в манастира и енорист в храма „Скръбна Божия Майка“.
Отец Дамян умира в Царев брод на 14 юни 1998 г. и е погребан в родното си село Ореш.